# Teodor Holm
Karl Emil Teodor Holm, född 9 februari 1855 i Högsrums socken, Kalmar län, död 17 januari 1940 i Stockholm, var en svensk posthistoriker.
Holm var postmästare i Liljeholmen från 1903 och i Stockholm 1917–1922. Han utgav bland annat ett den omfattande och innehållsrika Sveriges allmänna postväsen (5 band, 1906–1929), skildrande tiden 1620–1718.